# 前599年
| 千纪： | 前1千纪 |
| 世纪： | 前7世纪 \| 前6世纪 \| 前5世纪 |
| 年代： | 前620年代 \| 前610年代 \| 前600年代 \| 前590年代 \| 前580年代 \| 前570年代 \| 前560年代                                                                                 |
| 年份： | 前604年 \| 前603年 \| 前602年 \| 前601年 \| 前600年 \| 前599年 \| 前598年 \| 前597年 \| 前596年 \| 前595年 \| 前594年                                                   |
| 纪年： | 周定王八年 魯宣公十年 齊惠公十年 晉景公元年 秦桓公五年 宋文公十二年 楚庄王十五年 衛穆公元年 陈灵公十五年 蔡文侯十三年 曹文公十九年 郑襄公六年 燕宣公三年 杞桓公三十八年 |

## 大事記
- 夏徵舒亂陳。
- 冬，楚莊王進攻鄭國。晉國士會救鄭，在潁水北面趕走了楚軍。

## 出生
- 筏馱摩那，耆那教的創始者，被教徒尊稱為大雄（Mahāvīra，音譯摩訶毘羅，即偉大的英雄）。耆那教相信，他是第24位並且是最後一位蒂爾丹嘉拉。
- 居魯士大帝，波斯帝國的創建者，阿契美尼德王朝的第一位國王。

## 逝世
- 陳靈公，春秋時期陳國君主